# Paratrichocladius brevicornis
Paratrichocladius brevicornis är en tvåvingeart som beskrevs av Hirvenoja 1985. Paratrichocladius brevicornis ingår i släktet Paratrichocladius och familjen fjädermyggor. Inga underarter finns listade i Catalogue of Life.